# アブラム・ヨッフェ
アブラム・フョードロヴィッチ・ヨッフェ（ロシア語: Абра́м Фёдорович Ио́ффе, ラテン文字転写: Abram Fyodorovich Ioffe, 1880年10月17日（グレゴリオ暦10月29日） - 1960年10月14日）は、ウクライナ生まれのソ連の物理学者。電磁気学、放射線医学、結晶の特性、光電効果について研究を行ったほか、放射能、超伝導、核物理学に関する新しい研究所を作るのに力を注いだ。これらの研究所の多くは後に独立し、現在でも続いている。

## 経歴
ロシア帝国の小さな村ロムヌィに生まれる（現在のウクライナのスムィ州）。1902年にサンクトペテルブルク国立工業大学を卒業後、ヴィルヘルム・レントゲンの弟子として、ドイツのミュンヘンの研究所で働く。1905年にミュンヘン大学で博士号を取得する。同年、ヨッフェはアルベルト・アインシュタインのAnnus Mirabilis papers（1905年にAnnalen der Physik誌に発表した一連の重要な論文）に、アインシュタインの最初の妻ミレヴァ・マリッチが共著となっている原稿を見たとされるが、この話は今日では疑わしいとされている。
1906年以降、ヨッフェはサンクトペテルブルク工科大学で働き、後にここの教授となる。 1911年に、ミリカンの実験とは独立した研究により電子素量を求めて、1913年の論文に発表している。1911年にヨッフェは非ユダヤ人の女性と結婚するためにルター派に改宗する。1915年に物理学博士号を取得。1918年にX線・放射線医学研究所の物理部門のトップとなる。この部門は後に独立して、ヨッフェ物理学技術研究所となる。
ヨッフェは、ソ連の原爆製造プロジェクトに関わることは断り、弟子のクルチャトフを推薦した。スターリン時代のユダヤ人狩りの対象となり、1950年にヨッフェは一旦その地位を追われるものの、1952-1954年にはソ連科学アカデミーの半導体関連部門を監督し、1954年にはこれを半導体研究所として独立させた。
1942年にスターリン賞、1960年レーニン賞を受賞。1955年に社会主義労働英雄となる。
ヨッフェの弟子には大成した物理学者が数多い。ソ連原爆開発プロジェクトの指揮者イーゴリ・クルチャトフ、ノーベル物理学賞受賞者のピョートル・カピッツァ、ノーベル化学賞受賞者のニコライ・セミョーノフ、そしてヤコブ・フレンケルなどがいる。